# Ханану, Ибрахим
Ибрахим Ханану (араб. إبراهيم هنانو‎; 1869, Кафр Тахарим, Идлиб или Алеппо — 21 ноября 1935, Алеппо) — сирийский политический и военный деятель, основатель сирийского Национального блока.

## Биография

### Ранние годы. Обучение
Сын курдских помещиков. Родился в Кафр Тахариме, рос и учился в Халебе, затем в Константинополе. Там он, будучи студентом, вступил в партию «Единение и прогресс».
После окончания учёбы некоторое время преподавал в военной академии. Позже был избран членом городского совета Алеппо, а затем был назначен президентом суда.

### Политическая и военная карьера
Когда в 1916 году началось Арабское восстание, Ханану вступил в арабскую армию под руководством Фейсала I и вместе с союзниками в 1918 вошёл в Алеппо.
Когда осенью 1919 года французская армия собиралась оккупировать Сирию, Ханану организовал сопротивление, в ходе которого происходило разоружение многочисленных французских подразделений и разрушение железных дорог и телеграфных линий. Помощь ему оказывало турецкое националистическое движение под предводительством Ататюрка.
13 августа 1921 года был арестован в Иерусалиме британскими властями и передан французам. 15 марта 1922 года под усиленной охраной было открыто первое заседание уголовного процесса против него. Он был обвинён в нарушении безопасности и преступных деяниях. Его адвокат подчеркнул, что французы два раза попытались вести переговоры с Ханану и подписать перемирие с ним. 25 марта Генеральный прокурор потребовал смертную казнь, однако судья освободил Ханану, поскольку тот совершил легитимную политическую революцию, а не гражданские преступления. Судья подчеркнул независимость суда от французских военных властей.
Восстания Ханану и других в конечном итоге привели в 1925 году ко всеобщему восстанию против французской оккупации нового сирийского национального государства. В 1930-х годах он отказался вести договоры с французами до того, как те пообещают полную и безусловную независимость Сирии.
Ханану умер в 1935 году в Алеппо. До сих пор он считается одним из самых известных героев сопротивления против французской оккупации. После смерти националисты использовали его дом как «Дом народа».